# Politikåret 2023

## Stora händelser

### Rysslands invasion av Ukraina
Den konflikt mellan Ryssland och Ukraina som pågått sedan 2014 med Rysslands annektering av Krim och kriget i Donbass, och som den 24 februari 2022 utvecklades till en rysk invasion av Ukraina fortsätter.

### Finlands och Sveriges förhandling om Natomedlemskap
Sedan maj 2022 har Finland och Sverige gemensamt ansökt om medlemskap i Nato, och 28 av 30 Natoländer hade vid årets slut ratificierat medlemskapsansökan. Endast Ungern och Turkiet har avvaktat.
Det nya året inleds med två demonstrationer i Stockholm, som leder till att planerade besök av svenska och finska riksdags- och regeringsföreträdare avbokas. Särskilt Rasmus Paludans koranbränning utanför Turkiets ambassad leder till diplomatiska protester och demonstrationer i muslimska länder. I Turkiet skedde demonstrationer bland annat utanför Sveriges ambassad och generalkonsulat. I slutet av januari meddelar Sveriges chefsförhandlare för Natomedlemskapet att det mot den bakgrunden inte är meningsfullt just nu att genomföra fysiska möten för fortsatta Natoförhandlingar med Turkiet.
Den 18 februari meddelar Turkiet att landet anser att Finland uppfyller kraven i det trepartsavtal som slöts mellan Turkiet, Finland och Sverige i juni 2022. Finlands president Suali Niinistö kommenterade uttalandet med att Finland inte kommer att vänta in Sverige, om Turkiet bara godkänner det ena landet, och Natos generalsekreterare Jens Stoltenberg bekräftar att Finlands inträde inte är villkorat till att ske samtidigt med Sverige. Finlands riksdags utrikesutskott och finska utrikesministern Pekka Haavisto säger att de helst båda länderna följs åt, men förbereder för det slutliga beslutet om Natomedlemskap i Finlands riksdag.
Den 20 februari meddelar Turkiets utrikesminister Mevlüt Cavusoglu att Turkiet är beredd att återuppta samtalen med Sverige igen.

## Övriga händelser i kronologisk ordning

### Januari
- 1 januari:
  - Sverige tillträder som ordförandeland för Europeiska unionens råd för perioden 1 januari–30 juni 2023.[11]
  - Kroatien inför euron som valuta och ansluter sig till Schengenområdet.[12]
  - Luiz Inácio Lula da Silva tillträder som Brasiliens president.
- 3–7 januari – USA:s 118:e kongress öppnar, men först efter 15 valomgångar lyckas representanthuset välja Kevin McCarthy (R) till ny talman. Det är det högsta antalet valomgångar sedan 1859.[13][14][15]
- 8 januari – Anhängare av Brasiliens expresident Jair Bolsonaro intar nationalkongressen, högsta domstolen samt president- och regeringskansliet Palácio do Planalto, mot bakgrund av Bolsonaros förlust mot Luiz Inácio Lula da Silva i presidentvalet 2022. Polis och militär återtar byggnaderna, och undantagstillstånd utfärdas i huvudstadsområdet.[16]
- 11 januari – En demonstration mot Turkiets övergrepp mot kurderna genomförs utanför Stockholms stadshus; en docka föreställande Turkiets president Recep Tayyip Erdoğan hängs upp i fötterna. Händelsen väcker starka reaktioner i Turkiet, och avbryter de finska och svenska Natoförhandlingarna.[17][18]
- 16 januari – Christine Lambrecht avgår som Tysklands försvarsminister, efter kritiserade medieframträdanden, trasiga stridsfordon, läckor om stridsmaterielleveranser och felbedömningar i Tysklands stöd till Ukraina.[19][20]
- 18 januari – Årets första partiledardebatt hålls i Sveriges riksdag. Nyetablering av kärnkraftverk samt det försenade elprisstöd som regeringen Kristersson utlovat före riksdagsvalet blir huvudämnena. Centerpartiets avgående partiledare Annie Lööf avtackas av sina partiledarkollegor.[21][22]
- 19 januari
  - Boris Pistorius blir ny försvarsminister i Tyskland.[23]
  - Peyman Kia döms av Stockholms tingsrätt till livstids fängelse för grovt spioneri och obehörig befattning med hemlig uppgift. Enligt domen ska Kia ha skaffat hemliga dokument medan han var anställd på SÄPO och MUST. Hans bror, Payam Kia, deltog i planeringen och skötte kontakterna med Ryssland och GRU. Han döms till 9 år och 10 månaders fängelse för grovt spioneri. Domen kommer att överklagas.[24][25]
- 21 januari – Rasmus Paludan genomför en koranbränning utanför Turkiets ambassad i Stockholm, som uppföljning på aktionen mot Turkiets president den 11 januari. Turkiet ställer in planerade förhandlingar med Sveriges försvarsminister, och demonstrationer bryter ut framför svenska institutioner i Turkiet.[3][5]
- 25 januari
  - Tysklands regering beslutar att leverera Leopard 2-stridsvagnar till Ukraina.[26]
  - Chris Hipkins utses till Nya Zeelands premiärminister.[27]
- 29 januari – Sveriges chefsförhandlare för Natomedlemskapet Oscar Stenström säger att det mot bakgrund av demonstrationerna den 11 och 21 januari inte är meningsfullt att föra förtroendefulla samtal och träffas fysiskt med Turkiet.[28]

### Februari
- 2 februari: Centerpartiet väljer Muharrem Demirok till ny partiledare vid en extrainsatt partistämma i Helsingborg. Han efterträder Annie Lööf, som avgår efter drygt 11 år på posten.[29][30]
- 15 februari – Nicola Sturgeon meddelar att hon avgår som Skottlands försteminister och partiledare för Skotska nationalistpartiet efter nio år på posterna. Hon kvarstår dock i uppdragen tills hennes efterträdare utsetts.[31]
- 21 februari – Rysslands president Vladimir Putin meddelar att landet tillfälligt stoppar sitt deltagande i avtalet New START, som slöts med USA 2010 och begränsar antalet strategiska kärnvapen.[32]
- 22 februari – Förre chefsrådmannen Runar Viksten presenterar Polismyndighetens utredning av ställföreträdande rikspolischef Mats Löfvings beslut samt hanteringen av flera polisanmälningar mot Löfving.[33] Utredaren menar att besluten är korrekta i sak men att Löfving varit jävig och brustit i lojalitet mot arbetsgivaren; han bör därför skiljas från sin tjänst.[34][35] Rikspolischef Anders Thornberg bekräftar att arbetsrättsliga samtal kommer att hållas.[36] Samma kväll hittas dock Löfving död i sin bostad.[37]
- 23 februari – Hovrätten för västra Sverige friar en 50-årig man från barnvåldtäkt i den så kallade Snippadomen, efter otydlighet vad det 10-åriga brottsoffret menat med ordet snippa.[38] Domslutet väcker stark debatt, och resulterar bland annat i över 200 JO-anmälningar.[39][40]

### Mars
- 3 mars – Debatten om Snippadomen leder till att två nämndemän avgår från sina uppdrag.[41] Socialdemokraterna kritiseras för att ha politisk påverkan på domstolsväsendet men partiet tillbakavisar kritiken.[42][43]
- 10 mars – Kinas sittande president Xi Jinping väljs till en tredje mandatperiod av Nationella folkkongressen.[44]
- 14 mars – EU-parlamentarikern Sara Skyttedal (KD) polisanmäler partisekreterare Johan Ingerö för sexuellt ofredande. Ingerö förnekar brott, men lämnar sitt uppdrag.[45] Polisen utreder inte den nio år gamla händelsen, då preskriptionstiden är passerad.[46]
- 17 mars – Internationella brottmålsdomstolen i Den Haag utfärdar en arresteringsorder mot Vladimir Putin, som anklagas för krigsbrott i Ukraina.[47]
- 20 mars – FN:s klimatpanel IPCC publicerar sin sjätte utvärderingsrapport, som konstaterar att mänsklig påverkan genom framför allt utsläpp av växthusgaser har värmt upp klimatsystemet med 1,1°C under 2011–2020 jämfört med referensperioden 1850–1900.[48][49]
- 22 mars – Sveriges riksdag godkände Sveriges anslutning till Nato och beslutade om lagändringar i lagen om operativt militärt stöd samt vad gäller Natos status och representation, med röstsiffrorna 269 för (C, KD, L, M, S, SD) och 37 emot (MP, V).[50]

- 30 mars – En åtalsjury i den amerikanska delstaten New York beslutar att USA:s tidigare president Donald Trump ska åtalas.[51]

### April
- 2 april – Riksdagsval hålls i Finland, där borgerliga Samlingspartiet, under ledning av Petteri Orpo, blir största parti.[52]

### Juli
- 25 juli – Folkrepubliken Kinas utrikesminister Qin Gang får hastigt lämna sin post och ersätts av sin företrädare Wang Yi.[53]

## Framtida händelser

### April
- 15 april: Tyskland planerar att stänga sina tre sista kärnkraftverk.[54]

### Maj
- 6 maj: Kung Charles III av Storbritannien förväntas krönas med Sankt Edvards krona i Westminster Abbey i London.
- Okänt – Val till Greklands parlament förväntas genomföras.[55]

### Juni
- 18 juni: Parlamentsval samt första valomgången av presidentvalet förväntas genomföras i Turkiet.

### Juli
- 2 juli: En eventuell andra och avgörande valomgång i presidentvalet i Turkiet genomförs.

### Oktober
- 14 oktober: Val till Nya Zeelands parlament genomförs.[56]
- 22 oktober – Presidentval samt parlamentsval förväntas genomföras i Argentina.

### December
- 15 december – Val till Spaniens parlament förväntas genomföras.

### Okänt datum
- Senast den 29 oktober förväntas val till Ukrainas parlament hållas.
- Senast den 11 november förväntas val till Polens nationalförsamling hållas.

## Avlidna

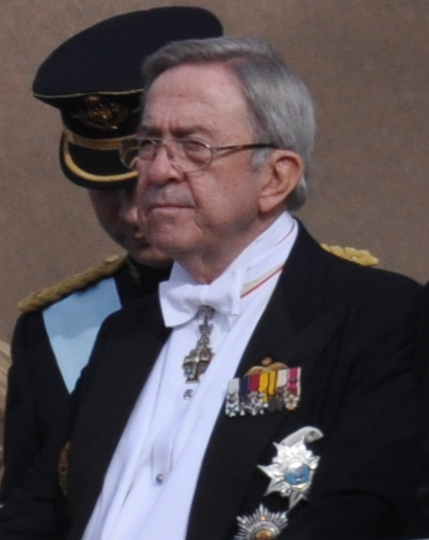
Konstantin II tidigare kung av Grekland, avled 10 januari, 82 år gammal.

### Januari
- 2 januari – Viktor Fajnberg, 79, rysk filolog, framstående sovjetisk dissident och kämpe mot straffpsykiatrin.[57]
- 10 januari – Konstantin II, 82, grekisk kung 1964–1973 (i exil sedan 1967).[58][59]
- 15 januari
  - Sven Johansson, 94, svensk moderat politiker, landshövding i Västerbottens län 1978–1991.[60]
  - Mats Nordberg, 64, riksdagsledamot (SD).[61]
- 18 januari
  - Erik Arthur Egerwärn, 85, svensk centerpartistisk riksdagsman.[62]
  - Denys Monastyrskyj, 42, ukrainsk politiker, inrikesminister från 2021 till sin död.[63]
- 23 januari – Álvaro Colom, 71, guatemalansk politiker, president 2008–2012.[64]

### Februari

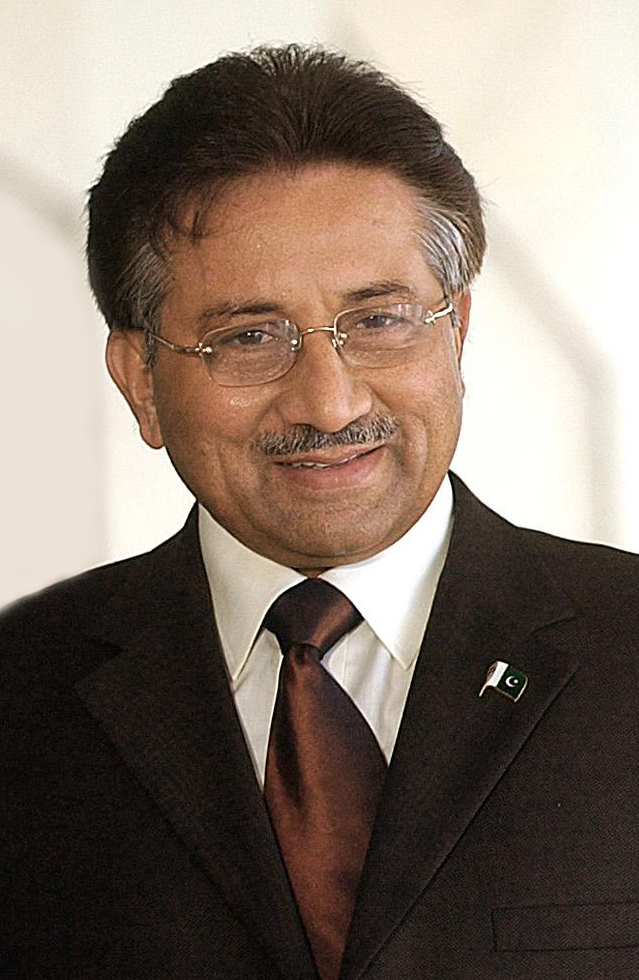
Pakistans president och regeringschef Pervez Musharraf avled 5 februari, 79 år gammal.

- 1 februari – Hans Alsén, 96, svensk socialdemokratisk politiker, landshövding i Uppsala län 1986–1992.[65]
- 4 februari – Sherif Ismail, 67, egyptisk politiker, premiärminister 2015–2018.[66]
- 5 februari – Pervez Musharraf, 79, pakistansk politiker och general, Pakistans regeringschef 1999–2002 och Pakistans president 2001–2008.[67]
- 6 februari – Lubomír Štrougal, 98, tjeckisk (tjeckoslovakisk) kommunistisk politiker, premiärminister 1970–1988.[68]
- 8 februari – Ivan Silajev, 92, rysk (sovjetisk) kommunistisk politiker, premiärminister 1991.[69]
- 10 februari – Hans Modrow, 95, tysk (östtysk) politiker, ordförande i Östtysklands ministerråd 1989–1990.[70][71]
- 12 februari – Arne Treholt, 80, norsk journalist, politiker och ämbetsman dömd för spioneri.[72][73]
- 19 februari – Rolf Wirtén, 91, svensk folkpartistisk politiker och ämbetsman.[74]
- 22 februari – Mats Löfving, 61, svensk jurist och polischef.[75]
- 23 februari – Tony Earl, 86, amerikansk demokratisk politiker, Wisconsins guvernör 1983–1987.[76]
- 26 februari – Betty Boothroyd, 93, brittisk politiker, parlamentsledamot (för Labour) 1973–2000 och parlamentets första kvinnliga talman 1992–2000.[77]

### Mars
- 4 mars

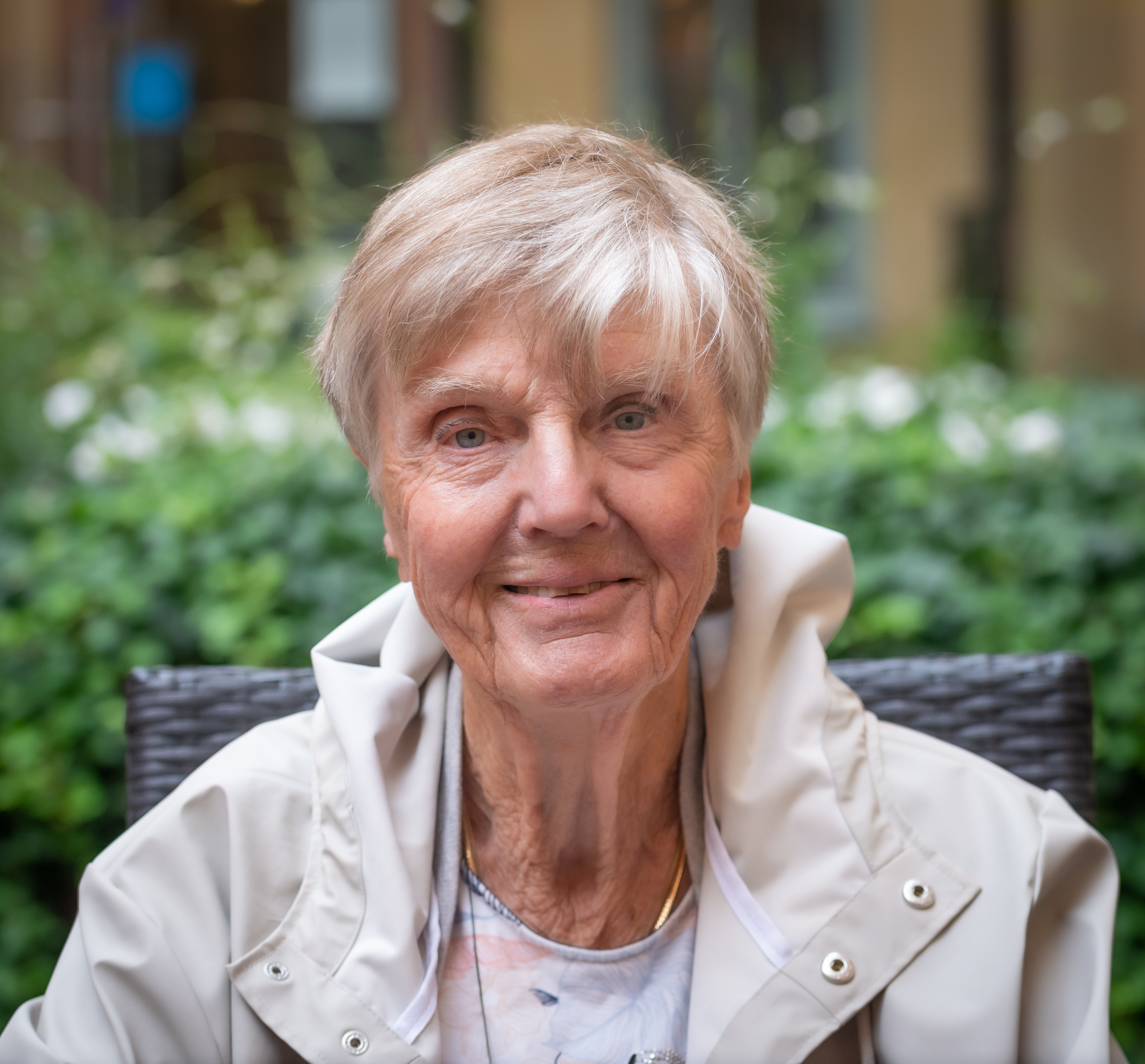
Den svenska liberala politikern Barbro Westerholm avled 13 mars, 89 år gammal.

  - Phil Batt, 96, amerikansk republikansk politiker, Idahos guvernör 1995–1999.[78]
  - Judith Heumann, 75, amerikansk företrädare för funktionsnedsattas rättigheter.[79]
- 6 mars
  - Georgina Beyer, 65, nyzeeländsk politiker och företrädare för transsexuellas rättigheter, parlamentsledamot 1999–2007.[80]
  - Traute Lafrenz, 103, tysk anti-nazistisk motståndskämpe (Vita rosen).[81]
- 8 mars – Grace Onyango, 98, kenyansk grundskolelärare och politiker, Kenyas första kvinnliga parlamentsledamot 1969–1983.[82]
- 13 mars – Barbro Westerholm, 89, svensk läkare, forskare, politiker och ämbetsman, Socialstyrelsens generaldirektör 1979–85, riksdagsledamot (Folkpartiet/Liberalerna) 1988–98 och 2006–22.[83]

### September
- 6 september – Gullan Lindblad, 90, svensk moderat politiker och riksdagsledamot.[84]

### November
- 29 november – Henry Kissinger, 100, amerikansk politisk ämbetsman, diplomat och statsvetare, nationell säkerhetsrådgivare 1969–1975 och utrikesminister 1973–1977, fredspristagare 1973.[85]